# Apomecynini
Apomecynini — триба жуков-усачей из подсемейства ламиин.

## Описание
Лоб прямоугольный. Усики только слегка длиннее тела. Коготки просто расходящиеся.

## Систематика
В составе трибы:
- роды: Acanthosybra — Acestrilla — Acrepidopterum — Adetus — Aethiopia — Aletretiopsis — Alluaudia — Amblesthidopsis — Ametacyna — Amphicnaeia — Ancornallis — Anxylotoles — Apomecyna — Apyratuca — Asaperda — …